# Sturmbannführer

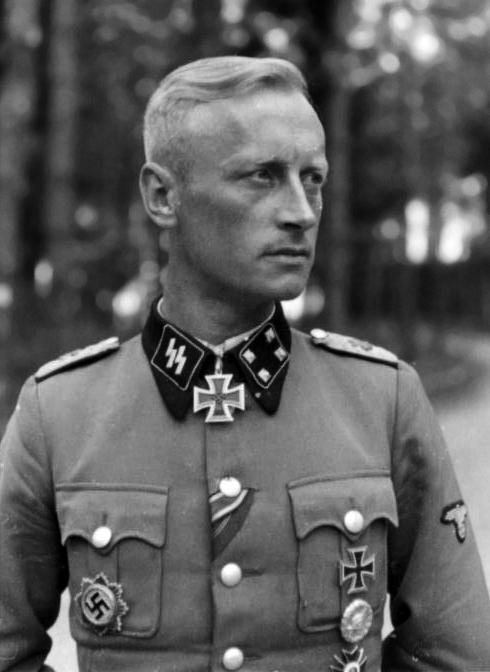
Max Hansen, Sturmbannführer delle Waffen-SS

Sturmbannführer (AFI: ˈʃtʊʁmbanˌfyːʁɐ; lett. "comandante dell'unità di assalto") era un grado paramilitare del partito nazista equivalente a quello di maggiore adoperato in numerose organizzazioni naziste, come le SA, le SS, e l'NSFK. Il grado ebbe origine dalle unità di truppe d'assalto tedesche della prima guerra mondiale.
Il titolo di Sturmbannführer delle SA fu istituito per la prima volta nel 1921. Nel 1928, il titolo divenne un effettivo grado e fu anche uno dei primi gradi delle SS ad essere istituito. L'insegna di un Sturmbannführer era composta da quattro punti argentati su una mostrina del colletto. Il grado fu immediatamente inferiore allo Standartenführer fino al 1932, quando diventò invece subordinato al nuovo grado di Obersturmbannführer. Nelle Waffen-SS, lo Sturmbannführer era considerato equivalente del maggiore della Wehrmacht.
Numerose unità delle Waffen-SS composte di soldati stranieri erano considerate distinte dalle SS tedesche perciò non avevano il permesso di indossare le rune SS sulle loro mostrine, dovendo invece avere le insegne della propria divisione. I loro gradi erano preceduti dal prefisso "Waffen", invece che "SS", come Waffen-Sturmbannführer.
Il grado di Sturmbannführer fu tenuto da Wernher von Braun, responsabile dello sviluppo del razzo V2, e successivamente della progettazione del razzo Saturn V per il programma spaziale statunitense. Tra gli altri detentori si annoverano Eberhard Heder, Otto Günsche,  e criminali di guerra come Otto Förschner, comandante del campo di concentramento di Mittelbau-Dora.

## Insegne di grado

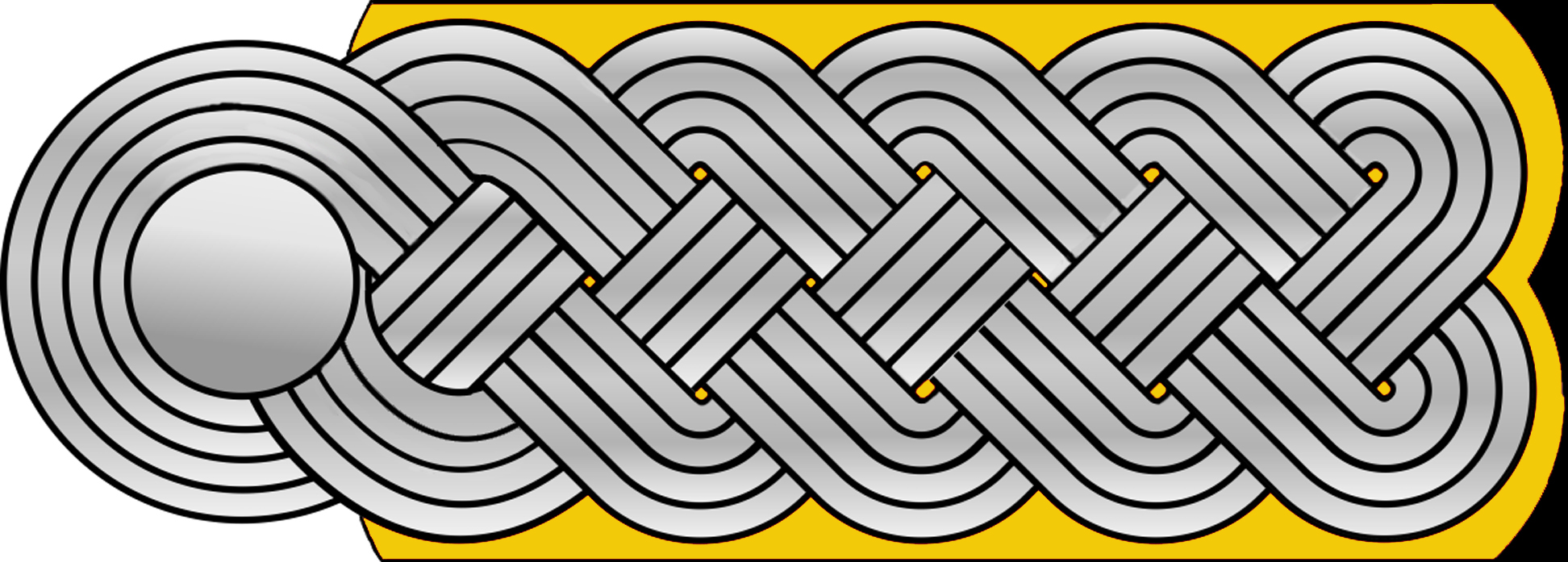
insegne per spalline
insegne per colletti
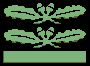
distintivo per mimetica